# Pokojov
Pokojov település Csehországban, a Žďár nad Sázavou-i járásban. Pokojov Znětínek, Březí nad Oslavou, Kotlasy, Bohdalov és Újezd településekkel határos. Lakosainak száma 143 fő (2024. január 1.).

## Népesség
A település lakosságának változását az alábbi diagram mutatja:
| Lakosok száma | 193  | 188  | 180  | 154  | 158  | 156  | 158  | 152  | 146  | 143  |
|               | 1869 | 1890 | 1921 | 1950 | 1980 | 2001 | 2017 | 2019 | 2022 | 2024 |